# Camille Abily
Camille Abily (Rennes, Francia; 5 de diciembre de 1984) es una exfutbolista francesa. Jugaba como centrocampista y su último equipo fue el Olympique de Lyon de la Division 1 Féminine de Francia, donde jugó durante 8 temporadas. Disputó más de 300 encuentros con el club de Lyon, y en junio de 2018 anunció su retiro del fútbol.
Fue internacional absoluta con la selección de Francia entre los años 2001 y 2017, con la que disputó 183 partidos y anotó 37 goles.

## Clubes
| Club                | País           | Año         |
| ------------------- | -------------- | ----------- |
| Stade Briochin      | Francia        | 2000 - 2001 |
| La Roche-sur-Yon    | Francia        | 2001 - 2002 |
| CNFE Clairefontaine | Francia        | 2002 - 2003 |
| Montpellier HSC     | Francia        | 2003 - 2006 |
| Olympique de Lyon   | Francia        | 2006 - 2009 |
| Los Angeles Sol     | Estados Unidos | 2009 - 2010 |
| París Saint-Germain | Francia        | 2009 - 2010 |
| FC Gold Pride       | Estados Unidos | 2010        |
| Olympique de Lyon   | Francia        | 2010 - 2018 |

## Palmarés

### Campeonatos nacionales
| Título          | Club              | País    | Año     |
| --------------- | ----------------- | ------- | ------- |
| Division 1      | Montpellier HSC   | Francia | 2003-04 |
| Division 1      | Montpellier HSC   | Francia | 2004-05 |
| Copa de Francia | Montpellier HSC   | Francia | 2005-06 |
| Division 1      | Olympique de Lyon | Francia | 2006-07 |
| Division 1      | Olympique de Lyon | Francia | 2007-08 |
| Copa de Francia | Olympique de Lyon | Francia | 2007-08 |
| Division 1      | Olympique de Lyon | Francia | 2008-09 |
| Division 1      | Olympique de Lyon | Francia | 2010-11 |
| Division 1      | Olympique de Lyon | Francia | 2011-12 |
| Copa de Francia | Olympique de Lyon | Francia | 2011-12 |
| Division 1      | Olympique de Lyon | Francia | 2012-13 |
| Copa de Francia | Olympique de Lyon | Francia | 2012-13 |
| Division 1      | Olympique de Lyon | Francia | 2013-14 |
| Copa de Francia | Olympique de Lyon | Francia | 2013-14 |
| Division 1      | Olympique de Lyon | Francia | 2014-15 |
| Copa de Francia | Olympique de Lyon | Francia | 2014-15 |
| Division 1      | Olympique de Lyon | Francia | 2015-16 |
| Copa de Francia | Olympique de Lyon | Francia | 2015-16 |
| Division 1      | Olympique de Lyon | Francia | 2016-17 |
| Copa de Francia | Olympique de Lyon | Francia | 2016-17 |

### Campeonatos internacionales
| Título            | Equipo               | Sede           | Año     |
| ----------------- | -------------------- | -------------- | ------- |
| Liga de Campeones | Olympique de Lyon    | Inglaterra     | 2010-11 |
| Copa de Chipre    | Selección de Francia | Chipre         | 2012    |
| Liga de Campeones | Olympique de Lyon    | Alemania       | 2011-12 |
| Copa de Chipre    | Selección de Francia | Chipre         | 2014    |
| Liga de Campeones | Olympique de Lyon    | Italia         | 2015-16 |
| Copa SheBelieves  | Selección de Francia | Estados Unidos | 2017    |
| Liga de Campeones | Olympique de Lyon    | Gales          | 2016-17 |
| Liga de Campeones | Olympique de Lyon    | Ucrania        | 2017-18 |